# NGC 3020
NGC 3020 ist eine Balken-Spiralgalaxie vom Hubble-Typ SBc im Sternbild Löwe. Sie ist schätzungsweise 59 Millionen Lichtjahre von der Milchstraße entfernt.
Das Objekt wurde am 19. März 1784 von Wilhelm Herschel entdeckt.